# Çavuşköy, Manavgat
Çavuşköy là một xã thuộc huyện Manavgat, tỉnh Antalya, Thổ Nhĩ Kỳ. Dân số thời điểm năm 2011 là 879 người.